# Joseph Barron
Joseph Barron († 30. Juli 1968) war ein irischer Politiker der Clann na Poblachta, der zwischen 1961 und 1965 Mitglied des Unterhauses (Dáil Éireann) war.

## Leben
Barron, der als Lehrer tätig war, bewarb sich als Kandidat der Clann na Poblachta bei den Wahlen am 4. Februar 1948, 30. Mai 1951, 14. Mai 1954 und 5. März 1957 im Wahlkreis Dublin South-Central jeweils erfolglos für ein Mandat im Dáil Éireann.
Bei den Wahlen vom 4. Oktober 1961 wurde er schließlich für die Clann na Poblachta im Wahlkreis Dublin South-Central zum Mitglied des Unterhauses (Teachta Dála)gewählt. Er war damit der einzige Vertreter seiner Partei in der 17. Legislaturperiode, da der frühere Außenminister Seán MacBride sein Abgeordnetenmandat bei dieser Wahl verloren hatte. Barron wurde dadurch zugleich politischer Führer der Clann na Poblachta.
Bei den Wahlen vom 7. April 1965 erlitt er jedoch eine Niederlage und verlor sein Abgeordnetenmandat. Bei dieser Wahl wurde mit John Tully abermals nur ein Kandidat der Clann na Poblachta ins Unterhaus gewählt. Daraufhin beschloss die Partei auf ihrem Parteitag (Ardfheis) am 10. Juli 1965 ihre Selbstauflösung, da zuvor Überlegungen eines Zusammenschlusses mit anderen Parteien wie der Irish Labour Party, Sinn Féin oder den National Progressive Democrats gescheitert waren.